# Robert Jacob Gordon

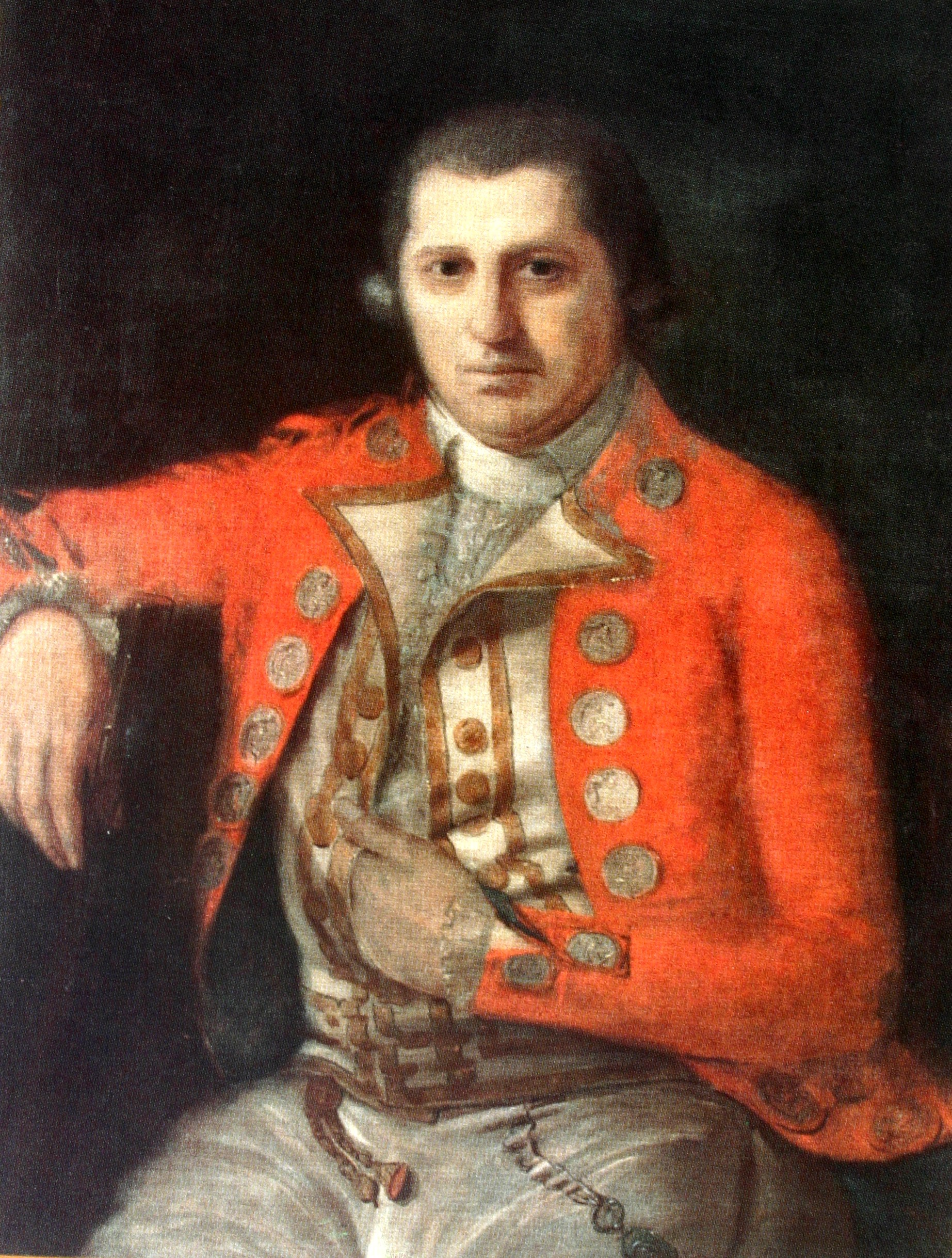

Robert Jacob Gordon (Doesburg, 29 de setembro de 1743 - Cidade do Cabo, 25 de outubro de 1795) foi um explorador, soldado, artista, naturalista e linguista holandês de ascendência escocesa.